# Архиепархия Нассау
Архиепархия Нассау (лат. Archidioecesis Nassaviensis) — архиепархия Римско-Католической церкви с центром в городе Нассау, Багамские острова. В митрополию Нассау входит Епархия Гамильтона, Миссия sui iuris на островах Тёркс и Кайкос. Кафедральным собором архиепархии Нассау является церковь святого Франциска Ксаверия.

## История
21 марта 1929 года Римский папа Пий XI выпустил буллу «Constans Apostolicae», которой учредил апостольскую префектуру Багамских островов, выделив её из архиепархии Нью-Йорка.
15 января 1941 года Римский папа Пий XI выпустил буллу «Laeto animo», которой преобразовал апостольскую префектуру Багамских островов в апостольский викариат.
5 июля 1960 года Римский папа Иоанн XXIII выпустил буллу «Sicut grandior», которой преобразовал апостольский викариат Багамских островов в епархию.
10 июня 1984 года епархия Багамских островов передала часть своей территории для образования миссии sui iuris на островах Тёркс и Кайкос.
22 июня 1999 года Римский папа Иоанн Павел II выпустил буллу «Ad aptius consulendum», которой преобразовал епархию Багамских островов в архиепархию Нассау.
Архиепархия Нассау входит в Конференцию католических епископов Антильских островов.

## Ординарии архиепархии
- епископ John Bernard Kevenhoerster O.S.B.[1] (22.05.1931 — 9.12.1949);
- епископ Paul Leonard Hagarty O.S.B. (25.06.1950 — 17.07.1981);
- архиепископ Lawrence Aloysius Burke S.J. (17.07.1981 — 17.02.2004) — назначен архиепископом Кингстона;
- архиепископ Patrick Christopher Pinder (17.02.2004 — по настоящее время).

## Источник
- Annuario Pontificio, Libreria Editrice Vaticana, Città del Vaticano, 2003, ISBN 88-209-7422-3
- Булла Constans Apostolicae Sedis Архивная копия от 27 марта 2010 на Wayback Machine, AAS 24 (1932), стр. 257  (лат.)
- Булла Laeto animo Архивная копия от 2 февраля 2020 на Wayback Machine, AAS 33 (1941), стр. 67  (лат.)
- Булла Sicut grandior Архивная копия от 7 октября 2013 на Wayback Machine, AAS 53 (1961), стр. 249  (лат.)
- Булла Ad aptius consulendum Архивная копия от 17 мая 2014 на Wayback Machine  (лат.)